# Mestre de camp général

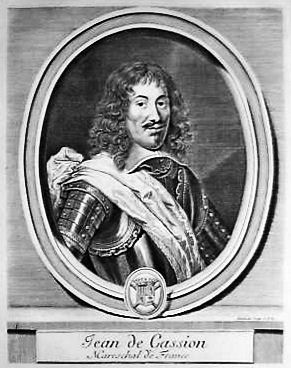
Jean de Gassion, mestre de camp général de la cavalerie de 1641 à 1646.

Le mestre de camp général est un officier de l’armée française d'ancien Régime. Il n'y a que deux mestres de camp généraux : celui de la cavalerie et celui des dragons. Chacun des deux possède un régiment appelé Mestre de Camp Général.
Le détenteur de la charge a le second rang après le colonel général de son arme, et il peut diriger la cavalerie de l'armée où il se trouve. Dans les faits, les prérogatives du mestre de camp général sont très limitées par le commandement — et surtout par l'existence d'un corps d'inspecteurs qui exercent le contrôle administratif et disciplinaire.
La charge de mestre de camp général est donc principalement honorifique. Vénale (c'est-à-dire librement achetable et transmissible), elle permet d'occuper rapidement une position élevée dans l'armée. Le mestre de camp général a le droit d'entourer son écu de quatre étendards.
L'un des plus célèbres titulaires de la charge, dans la cavalerie, est Bussy-Rabutin qui l'achète en 1655.